# This Silence Kills
This Silence Kills è l'album di debutto della cantante brasiliana Dillon, pubblicato il 21 novembre 2011 dalla BPitch Control.

## Recensioni
| Recensione       | Giudizio   |
| ---------------- | ---------- |
| AllMusic         | [ 1 ]      |
| BBC Music        | favorevole |
| Mixmag           | [ 3 ]      |
| Resident Advisor | [ 4 ]      |
| Uncut            | [ 5 ]      |

L'album è accolto positivamente dalla critica: All Music gli assegna 4 stelle su 5 e Metacritic vota l'album con 72/100.
Ned Raggett per Allmusic scrive: «il suo canto apparentemente titubante, vicino al microfono e che suona con un tocco di disagio, è contrastato da richiami muti simili a ronzii sullo sfondo. [...] la sua voce ricorda qualcuno come Alison Shaw dei Cranes, con un tocco più chiaro [...]»

## Tracce
1. This Silence Kills – 4:19 (testo: Dillon – musica: Dillon, Tamer Fahri Özgönenc, Thies Mynther)
2. Tip Tapping – 3:07 (testo: Dillon – musica: Dillon, Tamer Fahri Özgönenc)
3. Thirteen Thirtyfive – 3:43 (testo: Dillon, Jens Lekman – musica: Dillon)
4. Your Flesh Against Mine – 4:29 (testo: Dillon – musica: Dillon, Tamer Fahri Özgönenc, Thies Mynther)
5. You Are My Winter – 4:21 (testo: Dillon – musica: Dillon, Tamer Fahri Özgönenc, Thies Mynther)
6. Undying Need To Scream – 2:16 (testo: Dillon – musica: Dillon, Tamer Fahri Özgönenc, Thies Mynther)
7. _________________ – 4:52 (testo: Dillon – musica: Dillon, Tamer Fahri Özgönenc, Thies Mynther)
8. From One To Six Hundred Kilometers – 3:38 (testo: Dillon – musica: Dillon, Tamer Fahri Özgönenc, Thies Mynther)
9. Hey Beau – 2:36 (testo: Dillon – musica: Dillon, Tamer Fahri Özgönenc, Thies Mynther)
10. Texture Of My Blood – 2:33 (testo: Dillon – musica: Dillon, Tamer Fahri Özgönenc, Thies Mynther)
11. Gumache – 2:56 (testo: Dillon – musica: Dillon, Tamer Fahri Özgönenc, Thies Mynther)
12. Abrupt Clarity – 4:05 (testo: Dillon – musica: Dillon, Tamer Fahri Özgönenc, Thies Mynther)

Durata totale: 42:55